# Birsel Vardarlı
Birsel Vardarlı, coniugata Demirmen (Smirne, 12 luglio 1984), è un'ex cestista turca.
Alta 173 cm, giocava come guardia.

## Carriera
Con la Turchia ha disputato due edizioni dei Giochi olimpici (Londra 2012, Rio de Janeiro 2016), i Campionati mondiali del 2014 e sette edizioni dei Campionati europei (2005, 2007, 2009, 2011, 2013, 2015, 2017).